# Liste der Bürgermeister von Vilnius

Stadtwappen von Vilnius

Diese Liste führt die Bürgermeister von Vilnius, der Hauptstadt Litauens. Seit 2015 werden die Bürgermeister der Stadtgemeinde Vilnius direkt bei Kommunalwahlen gewählt.

## Stadtgeschichte
Archäologen datieren die ältesten Funde in dem Gebiet der heutigen Stadt Vilnius auf die vorchristliche Zeit. Ihren Ausgrabungen nach war das Areal der Stadt bereits im steinzeitlichen Magdalénien besiedelt. Weitere Fundstellen im Stadtgebiet wurden auf das 4. Jahrtausend und das 2. Jahrhundert vor Christus datiert. Im Frühmittelalter siedelten an diesem taktisch vorteilhaften Ort zuerst wohl Balten, später Slawen und seit dem 11. Jahrhundert auch Juden. Bereits im 10. Jahrhundert war auf dem heutigen Stadtgebiet eine hölzerne Befestigungsanlage errichtet worden, um die herum eine Siedlung entstand. Erste Erwähnung in den geschichtlichen Quellen findet Vilnius als Hauptstadt der Litauer 1323.

## Liste
| Name (Lebensdaten)             | Amtszeit            | Bemerkungen                                                | Bild                |
| 15.–19. Jahrhundert            | 15.–19. Jahrhundert | 15.–19. Jahrhundert                                        | 15.–19. Jahrhundert |
| ------------------------------ | ------------------- | ---------------------------------------------------------- | ------------------- |
| Ulrich Hosse (1455–1535)       | 15.–16. Jahrhundert | Bürgermeister                                              |                     |
| Johann Hosius                  | 16. Jh.             | Bürgermeister                                              |                     |
| Michał Józef Römer             |                     |                                                            |                     |
| Antoni Tyzenhauz (1756–1816)   |                     |                                                            |                     |
| Michał Węsławski               |                     |                                                            |                     |
| Stanisław Węsławski            |                     |                                                            |                     |
| Jakub Babicz                   |                     |                                                            |                     |
| 20. Jahrhundert                |                     |                                                            |                     |
| Eldor Pohl / Kurt Pilz         | 1916–1918           |                                                            |                     |
| Wiktor Maleszewski             | 1932-1932           |                                                            |                     |
| Marian Dziewicki               |                     |                                                            |                     |
| Witold Antoni Bańkowski        | 1919–1927           |                                                            |                     |
| Witold Abramowicz              |                     |                                                            |                     |
|                                |                     |                                                            |                     |
| Vytautas Bernatonis (* 1940)   | 1990–1991           | 1. Bürgermeister                                           |                     |
| Arūnas Grumadas (* 1951)       | 1990–1993           | Vorsitzender des Stadtrates                                |                     |
| Arūnas Štaras (* 1951)         | 1991–1993           | Bürgermeister                                              |                     |
| Valentinas Šapalas (* 1952)    | 1993–1995           |                                                            |                     |
| Alis Vidūnas (1934–2009)       | 1995–1997           |                                                            |                     |
| Algirdas Čiučelis (1938–2008)  |                     | kommissarisch von Januar bis April 1997                    |                     |
| Rolandas Paksas (* 1956)       | 1997–1999           |                                                            |                     |
| Juozas Imbrasas (* 1941)       | 1999–2000           |                                                            |                     |
| 21. Jahrhundert                |                     |                                                            |                     |
| Rolandas Paksas (* 1956)       | 2000                | zweite Amtszeit                                            |                     |
| Artūras Zuokas (* 1968)        | 2000–2003           |                                                            |                     |
| Gediminas Paviržis (1941–2022) | 2003                |                                                            |                     |
| Artūras Zuokas (* 1968)        | 2003–2007           | zweite Amtszeit                                            |                     |
| Juozas Imbrasas (* 1941)       | 2007–2009           | zweite Amtszeit                                            |                     |
| Vilius Navickas (* 1959)       | 2009–2010           |                                                            |                     |
| Raimundas Alekna (* 1959)      | 2010–2011           |                                                            |                     |
| Artūras Zuokas (* 1968)        | 2011–2015           | dritte Amtszeit                                            |                     |
| Remigijus Šimašius (* 1974)    | 2015–2023           | direkt gewählt bei Kommunalwahlen 2015, wiedergewählt 2019 |                     |
| Valdas Benkunskas (* 1984)     | 2023-(2027)         | direkt gewählt bei Kommunalwahlen 2023                     |                     |